# Uladsimir Tarassewitsch
Uladsimir Tarassewitsch (belarussisch Уладзімір Тарасевіч; * 27. November 1921 in Kleschnjaki, Belarus; † 2. Januar 1986 in Chicago) war ein belarussischer Bischof.

## Leben
Geboren wurde Uladsimir Tarassewitsch am 27. November 1921 in einem Ort, der damals in der ostpolnischen Woiwodschaft Nowogródek lag. 1939, beim Ausbruch des Zweiten Weltkrieges, emigrierte er in die USA und wurde mit Hilfe seines Onkels in einem Kloster in Lisle aufgenommen. Mit 27 Jahren, am 26. Mai 1949, wurde Tarassewitsch im Orden der Benediktiner zum Priester geweiht. Am 1. Juli 1983 erfolgte im Alter von einundsechzig Jahren die Ernennung zum Titularbischof von Mariamme. Die feierliche Bischofsweihe am 8. September 1983 erhielt er durch den Bischof der Eparchie Saint Nicolas of Chicago (USA) der Ukrainisch Griechisch-Katholischen Kirche, Hilarion Innocent Lotocky OSBM. Mitkonsekratoren waren der Bischof von Salina (USA), Daniel William Kucera OSB und der Bischof der Eparchie Parma (USA) der Ruthenisch griechisch-katholische Kirche, Emil John Mihalik.
Uladsimir Tarassewitsch wurde zum Apostolischen Visitator für die in der Diaspora lebenden Unierten Katholiken in Belarus ernannt, übte das Amt aber nur kurz aus.
Bischof Uladsimir Tarassewitsch verstarb am 2. Januar 1986 im Alter von vierundsechzig Jahren in Chicago.